# 坂口征二
坂口 征二（さかぐち せいじ、1942年2月17日 - ）は、昭和期に活躍した日本のプロレスラー。柔道家。福岡県久留米市出身。世界の荒鷲と呼ばれた。長男は格闘家・元プロレスラーの坂口征夫、次男は俳優の坂口憲二。

## 来歴・人物

### 柔道時代
受験に失敗し、一年高校浪人して久留米市立南筑高校に入学。1960年、柔道三段を取得。高校卒業後、明治大学に進学。柔道部で神永昭夫の指導を受ける。1963年10月、バーデン＝バーデンでのIOC総会で柔道の1968年メキシコシティーオリンピックからの除外が決定。国際柔道連盟(IJF)はIOCに再考を促す。坂口はその長身を生かし、1964年東京オリンピック前には「仮想ヘーシンク」として、神永の稽古相手を務めた。
明治大学卒業後、旭化成工業（のちの旭化成）に入社し、1965年、全日本柔道選手権で優勝。その年のリオデジャネイロでの1965年世界柔道選手権大会に日本代表として出場した。東京オリンピックで失った日本柔道の威信回復のため、アントン・ヘーシンクに対しパワーや体格でも引けをとらない日本の大型強豪選手のひとりとして、松永満雄、松阪猛らとともに雪辱を期待されたが、終始ヘーシンクをパワーで圧倒した松永（銀メダル）とともに互角に戦いながらも今一歩のところまで追いつめながらの優勢負け（銅メダル）となり雪辱はかなわなかった。なお、この日本人選手との大苦戦を経ての優勝以降、ヘーシンクは世界タイトルのかかった国際試合に出てくることはなかった。10月、マドリードでのIOC総会で1972年夏季オリンピック（のちのミュンヘンオリンピック）からの柔道の再採用が決定するが、1968年メキシコシティーオリンピックでの柔道の除外が再決定。それを知り、ショックを受ける。
講道館機関誌『柔道』によると、その翌年1966年1月9日、柔道五段を取得。書籍『柔道大事典』によると同年、柔道六段を取得。一方で1966年より後の他の資料でも「柔道五段」としているものもある 。1966年全日本柔道選手権で優勝を逃したこともあり、その後に日本プロレス関係者との会見でプロレス入りを誘われたため、プロレス入りを決意する。

### プロレス転向後
1967年、旭化成工業を退職して日本プロレスに入団。2月17日（25歳の誕生日）に赤坂のホテルニューオータニにて入団発表を行い、同夜にハワイでの特訓に出発した。
ほどなくしてアメリカ合衆国本土への武者修行を敢行、デビュー翌月の9月20日にはロサンゼルスにてカール・ゴッチを相手に時間切れ引き分け。その後もNWAの主要テリトリーを転戦して「ビッグ・サカ」などのリングネームで活動。アトランタではジョニー・バレンタイン、トロントではザ・シーク、ダラスではビル・ミラー、カンザスシティではパット・オコーナーなど、各地でトップスターと対戦した。タッグでは、アマリロではパク・ソンとの大型東洋人コンビで活躍、セントラル・ステーツ地区ではトーア・カマタとも組んでいる。
武者修行からの凱旋帰国後は、ジャイアント馬場とアントニオ猪木に次ぐスターとなった。1971年9月には猪木とのコンビで第2回NWAタッグ・リーグ戦に出場、決勝戦でキラー・コワルスキー&バディ・オースチンを破り優勝を果たした。その後、同年12月の猪木追放に伴い、猪木の代役として12月9日にドリー・ファンク・ジュニアのNWA世界ヘビー級王座に挑戦、好勝負を残す。さらに、猪木が保持していたUNヘビー級王座を1972年2月11日に獲得、途中、9月6日にシークに王座を奪われるも翌日には奪回、ハーリー・レイス、ベポ・モンゴル、ワルドー・フォン・エリック、ジン・キニスキーらの挑戦を退けた。また、猪木に代わる馬場のパートナーとしてタッグチーム「東京タワーズ」を結成し、1972年5月19日にロサンゼルスにてファンク兄弟からインターナショナル・タッグ王座を奪取。その後、ボボ・ブラジル&ボビー・ダンカン、コワルスキー&ムース・ショーラックなどのチームを相手に防衛を続けたが、ほどなくして馬場も離脱。それ以降、大木金太郎と共に日本プロレスのエースとなった。インターナショナル・タッグ王座は一旦返上するが、12月2日に大木とのコンビでキニスキー&ブラジルを破り再び戴冠した。
同年末頃より、NET（のちのテレビ朝日）の斡旋で日本プロレスと新日本プロレスの合併を画策するが、大木ら日本プロレス選手会の反対のために果たせず、バレンタインに敗れUN王座から陥落後の1973年4月、猪木と全く対等の条件という約束で、若手の木村聖裔、小沢正志、大城勤を連れて新日本プロレスに移籍した。NETは、坂口合流を条件にテレビ中継（『ワールドプロレスリング』）を開始。テレビ放送がなく観客動員に苦しみ倒産も時間の問題と言われた新日本プロレスの救世主となり、猪木とのタッグチームは「黄金コンビ」と呼ばれた。
1974年8月16日、猪木とのコンビでクルト・フォン・ヘス&カール・フォン・ショッツを破り、NWA北米タッグ王座を獲得。米国と日本で計4度目の挑戦での戴冠だった。その後、この王座はストロング小林、長州力とパートナーを替えて保持する。特に小林との「パワー・ファイターズ」では多くの強豪チームを撃破した。しかし、1973年にNWF世界ヘビー級王者となっていた猪木とは明確な差がつき、坂口は2番手として猪木をサポートする側に回るようになる。一方で猪木とは1974年4月26日に対戦したこともある。
1976年にペドロ・モラレス、1977年にマスクド・スーパースターを下して2年連続でワールドリーグ戦に優勝するが、いずれも猪木が欠場しており、強い印象は残していない。シングル王座を保持していなかったため、猪木と比べると名勝負といわれるものは少ないが、1975年のワールドリーグ戦メインイベントでの、大木との日本プロレス末期の因縁の絡んだ壮絶な喧嘩マッチは伝説となっている。また、1976年10月には南アフリカ共和国に遠征し、同地のエースだったジャン・ウィルキンスからEWU世界スーパーヘビー級王座を奪取。翌月に奪還され短命王者で終わったものの、日本プロレス以来となるシングル王座および初の世界タイトル戴冠を果たしている。1978年2月8日には日本武道館にて、スーパースター・ビリー・グラハムが保持していたWWWFヘビー級王座に挑戦した。
1979年1月26日、ジョニー・パワーズを破りNWF北米ヘビー級王座を獲得。新日本プロレス合流後6年を経て、ようやく団体内のシングル王者となり、上田馬之助、クレージー・レロイ・ブラウン、タイガー・ジェット・シン、マスクド・スーパースターらと防衛戦を行った。この王座は同年9月21日にシンに敗れて失うが、直後の11月8日にはパット・パターソンが保持していたWWF北米ヘビー級王座を奪取。その後、シンとの王座統一戦が噂されたが実現せず、バッドニュース・アレン、ラリー・シャープ、上田、ジ・エンフォーサー、ドン・ムラコなどを相手に防衛を重ねた。このシングルとタッグの北米二冠も1981年4月にIWGP参戦のため返上。その後は時に存在感を示すこともあったが、概ね一歩退いたポジションに身を置くようになる。日本陣営に加わったハルク・ホーガンともタッグを組み、1983年2月にはキラー・カーン&ブラックジャック・マリガンとの日米混合のスーパーヘビー級タッグマッチも行われた。
1985年のIWGP王座決定トーナメントで藤波辰巳に敗れ、名実共に二番手の座を譲り渡した。しかし、リング上とは異なり、「偉い順番から前に乗る」と言われた巡業バスで一番前に（猪木は少し離れて二番目に）乗る姿が目撃されており、当時リングアナウンサーだった田中秀和も、出演したラジオ番組や著書でそのことを認めている。
1989年、新日本プロレスの社長に就任。その後はセミリタイアとなるが、1990年3月15日、社長業に専念するため地元の久留米にて現役を引退、かつての付き人だった木村健悟と組んでのスコット・ホール&コーポラル・マイク・カーシュナー戦が引退試合となった。以降、社長として東京ドーム興行や「G1 CLIMAX」など数々のビッグイベントを成功させ、前社長のアントニオ猪木が作った借金を完済した。後に藤波に社長職を譲り会長に退き、CEOを経て相談役を務めている。
1992年3月1日、横浜アリーナにて開催された新日本プロレス設立20周年記念大会の企画として、小林との「パワー・ファイターズ」を再結成してシン&上田とのエキシビション・マッチに出場した。
2005年10月には、自らが主宰する「坂口道場」（後に長男の征夫に禅譲）をオープンさせ、後進の指導に当たっている。
2003年には、高山善廣との遺恨が発生し、13年ぶりに限定リング復帰。9月14日に蝶野正洋と組んで高山&真壁伸也と対戦、10月13日にも高山率いる真猪木軍との5対5イリミネーションマッチに出場した。両試合胴着姿で出場し、セコンドには次男の坂口憲二がついた。
2017年2月に現役時代からの古傷であった右肘尺骨の悪化により箸や筆が持てなくなったことから入院・手術を受けた。肘の手術自体は成功したがその際に患部に細菌が入ったことによる感染症に罹患し、更に1ヶ月入院して治療を受けた。坂口本人によると「入院中に体重が13kg減るなどしてヨレヨレになった」とのことで、次男の憲二がステッキをプレゼントしてくれたが、内心「こんなもん使えるか!」と立腹したという。
2023年3月2日、日本プロスポーツ大賞スポーツ功労者顕彰を受賞した。
12月15日、日本プロレスリング連盟初代会長に就任。

## エピソード
プロレスラーへ転向したのは、1964年東京オリンピックで先輩がアントン・ヘーシンクに次々と倒されるのを見て「打倒ヘーシンク」を目標としていたところ、1965年に当のヘーシンクが引退してしまったため、目標を見失ったことが背景にある。本人によれば、目標を見失って柔道の稽古にも身が入らなくなっていたところにたまたま日本プロレスの関係者との会食をセッティングされ、「プロレスラーになればこんなにもおいしいものが食べられるんだ」と感動した事でプロレス転向を決意したという。
プロレス転向会見の直前である1967年2月10日、坂口は芳の里淳三社長と共に、日本プロレスリングコミッショナーである川島正次郎の元へ向かった。その際、一般紙の政治担当記者にその事が目撃されてしまい、翌日の朝刊に「柔道の坂口、プロレス転向」という記事が掲載されてしまった。その直後、坂口は日本プロレスの後援者が経営する東村山市内のホテルに身を隠すことになった他、明治大学の柔道関係者が、後楽園ホールで行われた日本プロレスの興行に「坂口を返せ!」と言わんばかりに怒鳴り込んできたという。
プロレス転向を発表後すぐに渡米しプロレスラー修行を行いデビューに至っているため、この時代のプロレスラーには珍しく、ほとんど付き人等の下積み経験がない。正確には、芳の里が坂口と柔道界との軋轢を避けるべく、ハワイ特訓の名目上でジャイアント馬場と共にハワイへ観光ビザで一旦へ向かわせた上で、ハワイ経由でロサンゼルスに入るパターンを取った。馬場のロサンゼルス入りの名目は「ブルーノ・サンマルチノとのインターナショナル・ヘビー級王座防衛戦に向けた特訓」としていたが、実際には、馬場が坂口の教育係を買って出たものであった。「基礎練習中は試合に出るわけではないので労働ビザは不要」との判断から観光ビザでアメリカに入国してトレーニングを行っていたが、1967年3月にミスター・モトから「ユー、日本へ帰りなさい」と急に言われてビザの関係で一旦帰国した。一旦帰国した理由は、練習の模様が逐一東京スポーツに掲載されていたため、「実質的に興行に出ているのと同じ」との在日アメリカ大使館の判断で、帰国し就労ビザを取り直すことになったという。
就労ビザ取得までの間、地方巡業に同行し下働きを行っていたが、その最中である1967年5月に父親が死去した。坂口は急遽巡業先である札幌市から空路久留米にある実家へ戻った。父親も坂口のプロレス転向を後押ししており、坂口は「父にプロレスラーとして活躍する姿を見せてやりたかった。だが、その夢はかなわなかった」と述べたという。同年7月に4か月を要して就労ビザを取得した上で再渡米した。英語による就労ビザ取得に関する面接の後に女性面接官は「私はあなたがプロレスの王者になることを祈っています」と笑顔で笑った上で握手した。坂口は、その事が忘れられないという。
日本プロレスは仙台市で興行を行う際、森公美子の実家である森末旅館を定宿としていた。ある時、宮城県スポーツセンターで日本プロレスの興行が行われた際、大木金太郎が当時小学生だった森を会場へ連れて行った。しかしこの時の試合で大木が救急搬送されたため、一人会場に取り残された森を、坂口が旅館まで連れ帰った。これによって坂口は森の『初恋の人』になったという。
新日本プロレス旗揚げ直後に、ある人物から新日本プロレス入りを打診されていたが、坂口は「今の自分は日プロを守ることで精一杯」という理由で一旦断っている。ジャイアント馬場の独立会見の3週間前である1972年7月5日の札幌中島スポーツセンター大会当日、馬場は札幌市内のホテルで坂口に「俺も日プロを辞めることにした。今後のことはまだ分からない。ただ俺は、日プロよりも日本テレビに恩義がある」と独立並びに新団体設立を示唆する発言を行っていた。馬場が日本プロレスを退団した同時期に、坂口も日本プロレス退団を考えていた。その際坂口は馬場に「お前は残れ」「日本プロレスを守れ」と言われた他、馬場が全日本プロレスを旗揚げした後に、馬場から全日本プロレス入団の誘いを受けたが、馬場とすでに同棲し全日本プロレスの興行に口出しをしていた馬場元子とは馬が合わなかったことがきっかけで、新日本プロレスに入団した。
1972年11月6日、坂口は挙式と新婚旅行を兼ねてハワイへ出発する事になった。航空便は夜出発であったため、出発までの間、坂口は日本プロレス道場でトレーニングを行っていた。トレーニングを終わった後に合宿所で日本航空351便ハイジャック事件のテレビニュースを見ていたが、直後に東京スポーツの海外通信員から合宿所に国際電話が掛かり、東京スポーツの海外通信員は坂口に対して「犯人は日本プロレスがロサンゼルス遠征を行った際に日本プロレスの世話役をした人物じゃないか?」と息を切らしたという。坂口もテレビニュースを見て日本航空351便ハイジャック事件の犯人が、日本プロレスがロサンゼルス遠征を行った際に日本プロレスの世話役をした人物だと分かったという。ハワイから帰国後に久留米で結婚披露宴を行い、東京でも結婚披露宴を行う予定であったが、当時の日本プロレスは、給与の遅配が続き、坂口も貯金を取り崩して生活していた事から、東京での結婚披露宴は開催できずに終わった。
日本プロレス最後の試合となった1973年3月8日の佐野市民会館大会では、坂口ら新日本移籍組と大木ら日プロ残留組はシリーズ中からすでに関係が悪化していた。坂口と木村聖裔、小沢正志、大城勤の4人は日プロ残留組と別行動を取り、乗用車で会場近くのホテルへ向かい、ホテルを控室代わりに利用した。4人は試合後は直ちにホテルに戻り、着替えを済ませるとその足で新日本合宿所へと向かった。到着は深夜となったが、山本小鉄や藤波辰巳らが出迎えたという。
猪木が始めた異種格闘技戦には、元柔道日本一の肩書にもかかわらずあまり出場しなかったが、坂口本人は回想で「あの頃は自分と体格的に釣り合う格闘家があまりいなかったから」と語っている。
ブルーザー・ブロディとジミー・スヌーカの試合ボイコットにより、予定されていた『前田日明VSブロディ』のシングルマッチが宙に浮くと、ブロディの代役に名乗りを上げた。これにより実現したシングルマッチでは前田のキックや関節技を受け流し逆に柔道殺法を決めるなど、当時プロレス誌上で囁かれていた限界説を一蹴する熱戦を演じた。結果は坂口の反則負けとなったが、坂口のベストバウトの一つとも言われる。
ジャイアント馬場とは袂を分かった後も親交を継続していた。1990年の新日本プロレスのドーム大会では、目玉選手であったNWA世界ヘビー級王者・リック・フレアーが来日をキャンセルし、窮余の一策として坂口が当時新日本と対立関係にあった全日本プロレスに選手貸し出しの依頼に赴いた際、同社の馬場は「ああいいよ、おまえの社長就任祝いだ」と快諾。ジャンボ鶴田、天龍源一郎、谷津嘉章、二代目タイガーマスク（三沢光晴）、スタン・ハンセンが全日本プロレスから貸し出され、新日本プロレスのリングに上がった。馬場が死去した時、猪木は（真意は不明だが）姿を消したのに対し、坂口は即座に藤波と共に駆けつけ、葬儀に参列した（その翌年に死去したジャンボ鶴田の葬儀にも、坂口と藤波は参列している）。坂口は馬場の没後、親しいプロレス誌記者に「馬場さんの手記を書かせてほしい」と語った。
2001年1月28日、東京ドームでの「ジャイアント馬場三回忌追悼&スタン・ハンセン引退セレモニー」にも来場し、恩人の追悼とかつての新日本の外国人エースの引退に花を添えた。
猪木とは対照的に人間的に実直と言われ、社長就任に際しては自ら簿記を習い、自宅を抵当に入れたこともあった。このため金融機関から高い信頼を得て、猪木社長時代に生じた負債を完済し、新日本プロレスの発展に大きく貢献した。坂口の元で新日本プロレスの営業部長を務めた大塚直樹（のちジャパンプロレス代表取締役社長・代表取締役副会長）は坂口を「組織人として管理能力のある人」と評している。
温厚な性格で滅多なことでは感情を表に出すことはなかったが、第1回IWGPで猪木が失神し救急車で病院に搬送されたものの、その日の内に病院から姿を消したことには「だまされた」と激怒。「人間不信」とのみ書いた紙を残し、数日間ではあるが会社を離れ、ハワイへと旅立った。
テレビ朝日（旧：NET）との付き合いも長いため同社とのパイプも強かった。実際、坂口が代表職を退いた直後にワールドプロレスリングの放送枠は縮小された。レスラーとしては猪木に及ばなかったが、社長としての能力は遥かに長けていた。坂口がフロント第一線として活躍していた時代に新日本は全盛期を迎え、第一線を退いた途端に暗黒期を迎えたと見る向きもある。
かつて付き人に橋本真也がいたが、高級ドリンク剤を勝手に飲んでしまうなど、困った付き人だったようである。だが彼の葬式では「その分、人一倍かわいいんですよ」と述べた。
レフェリーのミスター高橋が自著の中で度々「日本人では坂口さんが最強」（猪木より強い）と書いて話題となった。ただ、柔道選手時代から腰痛に悩んでいたと言われ、身体が柔軟性に欠ける面があり、プロレスラーとしての見せ場を作る技量は猪木に敵わなかった。
2005年にはホンダ・エアウェイブのCMで憲二と親子共演を果たしている。

## 獲得タイトル
日本プロレス
- UNヘビー級王座：2回[17]
- インターナショナル・タッグ王座：2回（w / ジャイアント馬場、大木金太郎）[18]
- アジアタッグ王座：4回（w / 吉村道明）
- NWAタッグ・リーグ戦優勝：2回（w / アントニオ猪木、高千穂明久）

新日本プロレス
- WWF北米ヘビー級王座：1回[26]
- NWF北米ヘビー級王座：1回[24]
- NWA北米タッグ王座（日本版）：4回（w / アントニオ猪木、ストロング小林×2、長州力）[20]
- アジアタッグ王座（新日本プロレス版）：1回（w / ストロング小林）
- ワールドリーグ戦（新日本プロレス版）優勝：2回

ヨーロピアン・レスリング・ユニオン
- EWU世界スーパーヘビー級王座：1回[22]

ポリネシアン・パシフィック・レスリング
- NWAポリネシアン・パシフィック・タッグ王座：1回（w / ラーズ・アンダーソン）[40]

## 得意技
- アトミック・ドロップ
- ネック・ハンギング・ツリー
- 逆エビ固め
- 逆片エビ固め
- シュミットバックブリーカー
- アルゼンチン・バックブリーカー
- カナディアン・バックブリーカー
- ジャンピング・ニー・アタック
- ニー・ドロップ

これらは総じて“荒鷲殺法”と呼ばれた。腰が悪いのが影響してか、バックドロップにいくと見せかけて、自身の腰に負担がかからないアトミック・ドロップを仕掛けるのがパターンだった。なお、ごく稀にそのままバックドロップに行くケースもあるが、その場合腰の影響からか腰砕けのような形になっている。
UWFが新日本プロレスに参戦していた時期には、前田日明とのシングルマッチでアキレス腱固めを平然とクリアして見せた。

## 入場テーマ曲
- 燃えよ荒鷲 （ミノタウロス）

「九州男児」「海の男」をイメージしてか、和太鼓やティンパニを多用し、演歌とジャズが混ざったような曲調となっている。

## 新日本プロレスでの役職
- 1989年6月 取締役副社長（1983年8月29日 - 11月1日まで取締役副社長から降格していた時期がある）
- 1989年6月 - 1999年6月 代表取締役社長
- 1999年6月 - 2002年6月 代表取締役会長
- 2002年6月 - 2003年6月 代表取締役会長兼最高経営責任者
- 2003年6月 - 2005年3月31日 最高経営責任者
- 2005年4月1日 - 相談役

## 坂口道場
2005年9月に東京都狛江市にスポーツジム「坂口道場」を設立。
2009年6月30日をもって狛江市の「坂口道場」は閉鎖。坂口征夫の営む、横浜市の「坂口道場」は引き続き営業している。